# Pedro Simón
Fray Pedro Simón O.F.M. (*San Lorenzo de la Parrilla, Cuenca (España); 1574 – Ubaté, Nuevo Reino de Granada ca. 1628), fue un franciscano español, profesor y cronista, que desarrolló la mayor parte de su vida profesional en la América española.

## Biografía
Fray Pedro está ligado a la historia de Colombia y Venezuela por su extensa obra que trata sobre la conquista e inicios de la colonización del territorio donde se terminaron formando esos países. Simón llegó al Nuevo Reino de Granada en 1604, con la misión de establecer los estudios en la provincia franciscana, permaneciendo como profesor durante más de 4 años continuos. De su vida en España, antes de venir a América, es muy poco lo que se conoce. En el Nuevo Reino de Granada, aparte de su oficio de catedrático y de ejercer como notable orador, ocupó distintos cargos oficiales, como el de definidor provincial, guardián del convento de San Francisco en Santa Fe o el de visitador de la  Provincia Franciscana de Santa Cruz de Caracas, cuya jurisdicción abarcaba las islas de Santo Domingo y Puerto Rico.
Viajó por distintos parajes del Nuevo Reino de Granada y la Provincia de Venezuela, especialmente debido a su oficio de ministro provincial. Una de sus correrías más famosas fue precisamente la que tuvo lugar en el 1608, formando parte de la comitiva que acompañaba a Juan de Borja, presidente de la Real Audiencia, en su expedición guerrera contra los indígenas pijaos, evento del cual dejó pormenorizada relación en sus crónicas. Concluido el trienio de su ministerio como provincial, fue destinado al convento de San Diego de Ubaté, donde es muy probable que le hubiera sorprendido la muerte entre octubre de 1626 y el 7 de mayo de 1628, ya que en esta última fecha se hacía mención de su nombre en un libro de cuentas, donde se da a entender que ya había muerto, según la expresión allí contenida: "Que sea en gloria".

## Obras
Fray Pedro Simón dio a su narración el título de Noticias historiales de las conquistas de Tierra Firme en las Indias Occidentales, conocida como Noticias Historiales, con el cual indujo a pensar en una circunscripción geográfica mucho más amplia de la que se ocupó, pues en realidad en ella no trató más que las regiones que hoy corresponden de manera general a las repúblicas de Colombia y Venezuela, y que en su época pertenecían al distrito de la Real Audiencia de Santa Fe y a la gobernación de Venezuela. De manera muy tangencial tocó acontecimientos relacionados con las islas de La Española y Puerto Rico, que ciertamente tuvo ocasión de visitar personalmente.
El plan estructural de las Noticias historiales es bastante curioso, y en todo caso muy original. Se hallan divididas en tres partes, cada una de las cuales se divide a su vez en siete noticias, y cada noticia en capítulos. La primera parte de las Noticias Historiales apareció publicada en Cuenca en 1627. Solamente en 1819, casi dos siglos después de publicada la primera parte, se dio una tentativa de publicar la obra completa, pero no pasó de algunos capítulos de la parte tercera, en la revista madrileña Continuación al Almacén de Frutos literarios, con tan mal sentido que los editores se atrevieron a intervenir el lenguaje, modificándolo por parecerles inadecuado. En Inglaterra en 1848 se editaron algunos fragmentos de la segunda parte, y se dieron otras dos o tres publicaciones fragmentarias de la obra. Fue en la década de 1882-1892 cuando don Medardo Rivas, impresor bogotano, acometió la publicación completa de las Noticias Historiales.
Posteriormente, en 1953 y en 1981, se hicieron dos nuevas ediciones en Bogotá. La obra de Simón, apreciable por su talante crítico y sincero, así como por su propósito deliberado de ceñirse en ella a los cánones de la tarea historiográfica propiamente dicha, trasciende, sin embargo, la manera entonces familiar de concebir este género, al superar el simple nivel informativo documental para constituirse en una fuente histórica que engloba en su campo todos los aspectos del desarrollo propio de las sociedades humanas. En ella Simón favorece e incorpora el punto de vista antropológico, lingüístico, religioso y social del medio en el que se adentra.